# 1. Mai – Helden bei der Arbeit
1. Mai – Helden bei der Arbeit (Alternativtitel: Berlin – 1.Mai bzw. schlicht 1. Mai) ist ein deutscher Episodenfilm aus dem Jahr 2008, zu dem vier Regisseure beitrugen. Als Eröffnungsfilm der Reihe „Perspektive Deutsches Kino“ lief er unter dem Titel Berlin – 1. Mai auf der Berlinale 2008.

## Handlung
Drei Episoden werden im Film ineinander verwoben: In „Uwe“ geht es um einen Provinzpolizisten, in „Ausflug“ um zwei Jugendliche aus der Kleinstadt und in „Yavuz“ um einen elfjährigen Türken. Alle erleben den 1. Mai in Berlin-Kreuzberg.
Provinzpolizist Uwe, mit seinen Kollegen zur Demo am 1. Mai in Berlin abgestellt, wird zu Hause von seiner Frau betrogen. Ein Bordellbesuch soll ihn auf andere Gedanken bringen. Er gerät zwischen die Fronten und in das Aktionsfeld eines Wasserwerfers und wird an der Nase verletzt.
Jacob und Pelle, zwei gutbürgerliche Jugendliche aus Minden, fahren nach Berlin in der Hoffnung auf Randale, doch irren sie dort zwischen touristischem Programm und Straßengewalt umher. Ein Versuch, an Drogen zu gelangen, stellt die beiden vor größere Schwierigkeiten.
Der junge Türke Yavuz will erwachsen werden, seine Männlichkeit beweisen und zum ersten Mal mit seinem Bruder am 1. Mai losziehen. Auf seinem Streifzug durch das anbrechende Chaos lernt Yavuz den Altlinken Harry kennen, mit dem er eine Straßenbarrikade errichtet. Harry entwickelt Beschützerinstinkte für den Jungen.
Das Ende des Tages führt sie alle ins Urbankrankenhaus Kreuzberg zusammen.

## Entstehungsgeschichte

### Vorproduktion
1. Mai – Helden bei der Arbeit ist ein durch Jetfilm und Frisbeefilm produziertes Gemeinschaftsprojekt von vier Regisseuren, wobei drei Teams zur gleichen Zeit am gleichen Ort unabhängig voneinander jeweils eine Episode drehten. Der Filmproduzent Jon Handschin lud mit den befreundeten Produzenten Alexander Bickenbach und Christian Rohde Regisseure und Autoren ein, sich an dem Projekt zu beteiligen. Regisseur Sven Taddicken tat sich mit Michael Proehl zusammen, Jakob Ziemnicki fand in Oliver Ziegenbalg seinen Autoren, und Carsten Ludwig entwickelte mit seinem Regieduo-Kollegen Jan-Christoph Glaser eine eigene Geschichte.
Alle Geschichten spielen in denselben 24 Stunden, vom Morgen des 1. Mai bis zum Morgen des 2. Mai, wobei jede Geschichte 20 bis 30 Minuten lang ist. Jede Geschichte musste fünf bis acht Minuten tagsüber in Außensets in Kreuzberg am 1. Mai spielen. Jedes Team musste diese Bilder während des tatsächlichen Demonstrationstags am 1. Mai 2006 in Kreuzberg – mitten im Geschehen, ohne Abschottung und ohne Drehgenehmigung – inszenieren. Dazu war nur ein kleines Team erlaubt, bestehend aus Regisseur, Kameramann, Schauspielern, Tonmann und Aufnahmeleiter. Jede Geschichte weist mindestens fünf mögliche Cliffhangerszenen auf. Die Geschichten folgen dem realen Zeitablauf des Tages, sie werden nicht nacheinander, sondern parallel montiert.
Alle Geschichten enden morgens, am 2. Mai in der Notaufnahme des Urbankrankenhauses in Kreuzberg. Inhaltlich gab es neben diesen formalen Regeln nur eine einzige Vorgabe: Jede Geschichte muss von einem Protagonisten handeln, der unter großem persönlichem Druck steht. Jede Figur erhofft sich vom 1. Mai eine Art Ventil für diesen Druck, einen Ausweg aus der eigenen Situation. Und jeder einzelne der Protagonisten wird am Ende in seinen Erwartungen enttäuscht und etwas völlig Neues für sich selbst erfahren.

### Produktion
Alle Szenen, die während des Myfests und den Demonstrationen am 1. Mai spielen, wurden tatsächlich am 1. Mai 2006 an Originalmotiven im Berliner Bezirk Kreuzberg gefilmt. Der Rest des Films wurde abgekoppelt im September und Oktober 2006 gedreht. Nur die Szenen mit dem Polizisten Uwe mussten auf Drängen der Berliner Polizeibehörde am Karneval der Kulturen Anfang Juni 2006 gedreht werden. Es folgte ein kleiner Nachdreh am 1. Mai 2007.
Seit Beginn des Projektes war klar, dass es sich nicht um einen klassischen Episodenfilm handeln würde. Es wurden also nicht drei Kurzfilme hintereinander montiert, so wie es bei Deutschland im Herbst oder Deutschland 09 der Fall ist, sondern alle drei Episoden miteinander verwoben. Dieser Ansatz erinnert eher an Filme wie Magnolia oder L.A. Crash. Nachdem jeder Regisseur erst seine eigene Episode geschnitten hatte, begaben sich alle vier Regisseure zusammen mit dem Filmeditor Carsten Eder in den Schneideraum und verbrachten dort rund fünf Monate im Frühjahr und Sommer 2007. Jede Entscheidung wurde gemeinsam und einstimmig getroffen. Dasselbe solidarische Prozedere zog sich über die Tonpostproduktion und das Sounddesign, die Erarbeitung der Filmmusik, bis hin zu der Bildnachbearbeitung. Im Film findet man zwei Stücke von Rainer von Vielen, die auch auf dessen dritten Album Kauz von 2008 zu finden sind.
Der Film wurde koproduziert vom Hessischen Rundfunk und arte. Die Produktionskosten betrugen rund 250.000 Euro.

## Veröffentlichung
Am 30. April 2008 kam der Film bundesweit in die Kinos, im November 2008 wurde die DVD veröffentlicht. Darauf befinden sich neben dem Film ein Audiokommentar der vier Regisseure, die geschnittenen Einzelepisoden und herausgeschnittenen Szenen, sowie eine Hörfilmfassung.

## Kritiken
Christiane Peitz schrieb in Der Tagesspiegel vom 30. April 2008: „Die im Dokufiction-Stil inszenierten, ineinander verwobenen und mit coolem Soundmix angereicherten Episoden richten den Fokus weniger auf die Straßenkrawalle als auf den Psychostress, auf Coming-of-Age- und Midlife-Krisen. [...] Eine Gewaltspirale gerät in Gang, ein Wahnsinnstrip, dessen Strudel die Bilder erfasst. [...] Mehr und mehr krankt der Film an der Überdosis seiner explosiven Stoffe, all der Hauptdramen und Nebentragödien, was ihm einen fatalistischen Drall verleiht. Zumal Pelle im Morgengrauen in Jacobs Videotagebuch eine entsetzliche Wahrheit entdeckt. Die retrospektive Enthüllung wird zum Totschlagargument für alles, was bislang geschah.“
Susan Vahabzadeh urteilte in der Süddeutschen Zeitung vom 30. April 2008, der Film zeige viel Mordlust und andere Psychomacken und die Maikrawalle als „politisches Abenteuerland ohne Inhalt“ und als „Projektionsfläche für eine diffuse Sehnsucht nach Aufbruch und Veränderung“. Die Einzelgeschichten gingen „sehr organisch ineinander über“. Die Figuren seien ein bisschen „dick aufgetragen und überdramatisiert“, die Dialoge würden nicht immer so recht funktionieren. Aber die kleinen Mosaikstückchen fügen sich zu einem Bild.
Detlef Kuhlbrodt schrieb in Die Tageszeitung vom 30. April 2008: „Das Kreuzberg in diesem Film ist überraschend authentisch; die einzelnen Figuren sind mit Respekt gezeichnet und durchgehend gut besetzt. Vor allem beeindruckt Cemal Kubasi, der mimisch sehr schön veranschaulicht, wie es langsam in dem kleinen Yavuz arbeitet, als Dinge geschehen, die sein bisheriges Weltbild ins Wanken bringen. Darüber, ob die große Katastrophe notwendig war, von der man nun erfährt, lässt sich streiten.“